# Alida Valli
Alida Valli, pseudonimo di Alida Maria Altenburger Freiin, baronessa von Marckenstein und Frauenberg (Pola, 31 maggio 1921 – Roma, 22 aprile 2006), è stata un'attrice italiana.
È stata una delle più note interpreti del cinema italiano, apprezzata e riconosciuta a livello internazionale. Ha recitato in più lingue in ambito cinematografico, teatrale e televisivo ottenendo diversi riconoscimenti, tra cui il Leone d'oro alla carriera, due David di Donatello, il Nastro d'argento e una candidatura al Golden Globe.

## Biografia
Alìda Valli nacque a Pola (città della Venezia Giulia ceduta alla Jugoslavia a seguito del secondo conflitto mondiale) da madre istriana, la pianista Silvia Obrekar, e da padre trentino, professore di filosofia e critico musicale con ascendenze aristocratiche, barone Gino Altenburger von Marckenstein und Frauenberg, appartenente a nobile famiglia di origini tirolesi. All'età di 8 anni si trasferì sul lago di Como con la famiglia e, nonostante vari viaggi e spostamenti, non tornò più nella sua città natale. Ma nel suo diario esprime un grande rimpianto per Pola. «A Pola ho sempre scelto di non tornare».
Nel 1936 adottò il cognome d'arte "Valli" scegliendolo, pare, dopo aver consultato a caso un elenco telefonico. Il cognome originale infatti risultava troppo difficile e serviva un nome con maggiore fascino sul pubblico.

### Carriera

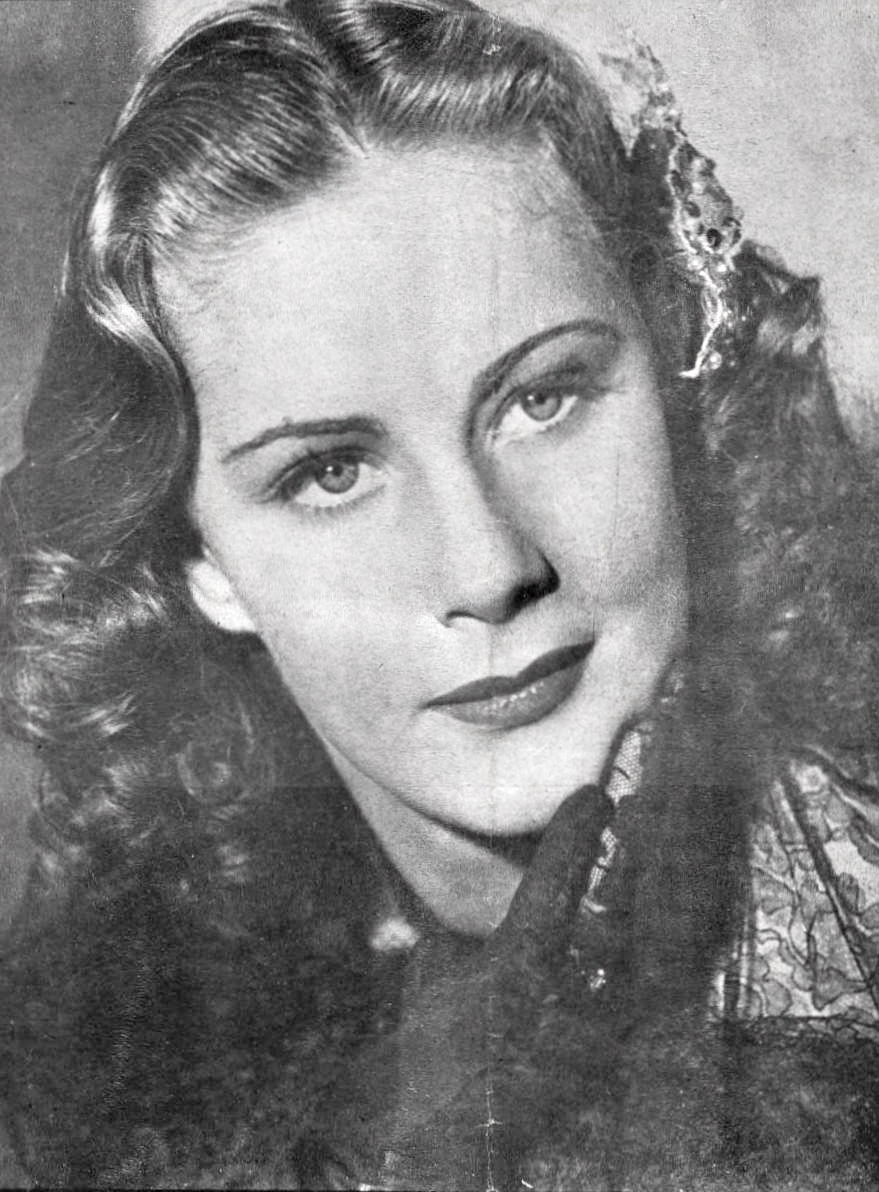
Alida Valli in una foto di scena per Taverna rossa di Max Neufeld (1940)

Frequentò i corsi del Centro sperimentale di cinematografia ed esordì giovanissima sul grande schermo, interpretando fin dall'inizio ruoli da protagonista. Erano film leggeri e spensierati ma di grande successo tra il pubblico, grazie ai quali divenne ben presto l'attrice simbolo del cinema italiano del periodo fascista. Tra i titoli di maggiore successo Mille lire al mese e Ore 9: lezione di chimica.
Tra il 1941 e il 1943 per il regista Mario Mattoli interpretò tre film realizzati uno di seguito all'altro e definiti "i film che parlano al vostro cuore": Luce nelle tenebre, Catene invisibili e Stasera niente di nuovo dove cantò la celebre canzone Ma l'amore no (di Galdieri - D'Anzi), che divenne la canzone italiana di maggior successo e più trasmessa dall'EIAR nel corso dei due ultimi e più bui anni di guerra.
Furono anni d'intenso lavoro, in cui arrivarono anche copioni drammatici. Dopo il ruolo di Manon in Manon Lescaut (1940) di Carmine Gallone, fu la volta del ruolo di Luisa in Piccolo mondo antico (1941) di Mario Soldati, che al Festival di Venezia le valse un premio speciale concesso dal conte Giuseppe Volpi come miglior attrice italiana dell'anno. Fu proprio grazie a questo film che l'attrice cambiò registro, in un'intervista dichiarò infatti che aveva smesso di "giocare" e iniziato a "interpretare". Nello stesso anno perse il proprio fidanzato Carlo Cugnasca, caduto in guerra.
Nel 1942, i suoi film Noi vivi e Addio Kira! di Goffredo Alessandrini, originariamente realizzati e presentati a Venezia come opera unica ma poi distribuiti divisi in due parti perché la lunghezza superava le 4 ore, subirono, su pressione di Mussolini, la censura fascista.
A differenza di altri colleghi, nell'autunno del 1943 l'attrice, per non recitare in film di propaganda fascista, rifiutò di trasferirsi negli studi cinematografici del Cinevillaggio di Venezia, città situata all'epoca nella Repubblica di Salò, quindi rimase a Roma, dove si nascose con l'aiuto delle amiche Leonor Fini e Luciana d'Avack.
Dopo il matrimonio e la nascita del primo figlio nel 1947, la sua interpretazione di Eugenia Grandet nell'omonimo film di Mario Soldati le fruttò un Nastro d'argento come miglior attrice. Il premio le venne consegnato a Los Angeles dove era stata chiamata dal produttore Selznick, che intendeva fare di lei la "Ingrid Bergman italiana" e le aveva offerto un contratto settennale. Il pubblico statunitense la conobbe semplicemente come "Valli", scritto in caratteri corsivi.
Appartengono a questo periodo, tra gli altri, Il caso Paradine (1947), accanto a Gregory Peck, per la regia di Alfred Hitchcock, che ebbe sempre parole di grande ammirazione per l'attrice italiana; Il miracolo delle campane (1948) di Irving Pichel, in cui si trovò in coppia con Frank Sinatra; e Il terzo uomo (1949) di Carol Reed, interpretato assieme a Joseph Cotten e Orson Welles.

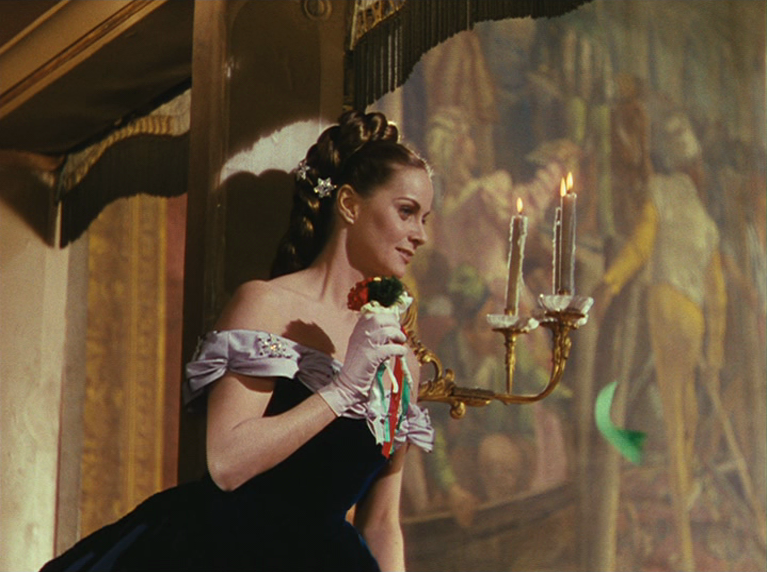
Alida Valli in Senso (1954)

Alida Valli non sopportava le regole che le venivano imposte dal produttore che, com'è noto, voleva sempre il controllo totale dei suoi attori, e ottenne la rescissione del contratto pur a prezzo di un'ingente penale. Nel 1951 tornò in Italia e pochi anni dopo diede una delle sue migliori interpretazioni nel capolavoro di Luchino Visconti, Senso (1954).
Dopo lo scoppio dello scandalo Montesi, decise di appartarsi e tornò al cinema solo nel 1957, diretta da Michelangelo Antonioni nel film Il grido.

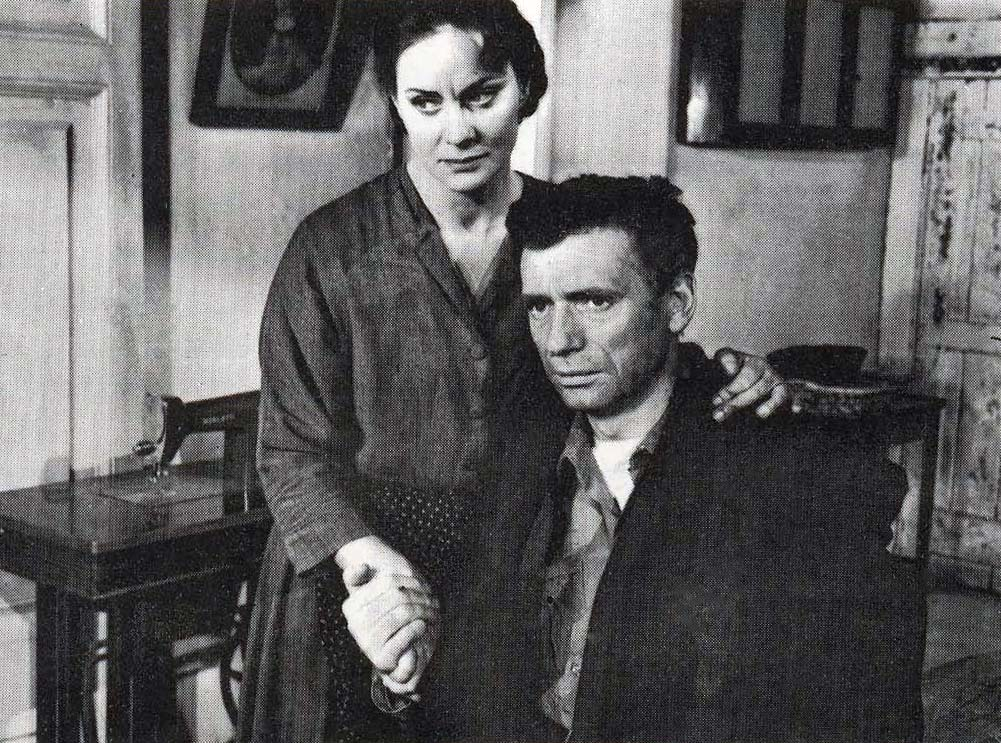
Alida Valli con Yves Montand in La grande strada azzurra (1957)

La sua fama si consolidò sotto la direzione di registi quali Gillo Pontecorvo in La grande strada azzurra (1957), Franco Brusati in Il disordine (1962), Pier Paolo Pasolini in Edipo re (1967). Venne richiesta anche da registi stranieri, molti dei quali francesi. Appartengono a questo periodo Occhi senza volto, dove interpretò il ruolo di un'infermiera assassina, e L'inverno ti farà tornare, premiato a Cannes, in cui diede il volto a una barista che crede di riconoscere in un vagabondo il marito imprigionato anni prima dai nazisti e mai tornato.
Negli anni settanta si dimostrò un'attrice molto versatile, lavorando con Valerio Zurlini in La prima notte di quiete (1972), accanto ad Alain Delon, Mario Bava in Lisa e il diavolo (1972), Bernardo Bertolucci in Strategia del ragno (1970) e nel colossal Novecento (1976). Sempre nel 1976 fece parte del cast corale del film catastrofico Cassandra Crossing di George Pan Cosmatos, co-produzione italo-britannica-tedesca, assieme a grandi nomi del cinema mondiale come Richard Harris, Sophia Loren, Burt Lancaster, Ava Gardner, Martin Sheen, Lionel Stander, Lee Strasberg, Ingrid Thulin ed O.J. Simpson.
Con Giuseppe Bertolucci nel 1977 partecipò al primo film interpretato da Roberto Benigni, Berlinguer ti voglio bene, in cui fu la madre del protagonista e usava spesso parole volgari e scurrili; Dario Argento le affidò invece due ruoli inquietanti in Suspiria (1977) e Inferno (1980). Sempre nel 1980 fu protagonista nello sceneggiato televisivo L'eredità della priora di Anton Giulio Majano. Nel 1983 interpretò lo sceneggiato Piccolo mondo antico, diretto da Salvatore Nocita, questa volta nel ruolo della Marchesa Maironi.
Nel 1990 ricevette il Gamajun International Award, nel 1991 il David di Donatello alla carriera (ne aveva già vinto uno nel 1982 come miglior attrice non protagonista per La caduta degli angeli ribelli di Marco Tullio Giordana), e nel 1997 il Leone d'oro alla carriera alla Mostra del cinema di Venezia.

### Ultimi anni
A causa di problemi economici negli ultimi anni di vita, nel 2003 le venne concesso il vitalizio previsto dalla legge Bacchelli.
L'anno dopo il Comune di Pola le offrì la cittadinanza onoraria, ma l'attrice rifiutò sostenendo che «troppe volte, come la mia città, avevo cambiato pelle, ma ero nata e sarei morta italiana».

### La morte
Morì nella sua abitazione a Roma il 22 aprile 2006, all'età di 84 anni; il 24 aprile fu allestita la camera ardente al Campidoglio nella sala della Protomoteca del Palazzo Senatorio; dopo la commemorazione laica, il pomeriggio dello stesso giorno vennero celebrati i funerali religiosi nella basilica di Santa Maria in Aracoeli, alla presenza di tanta gente comune e molti volti del cinema e della politica. Dopo sei mesi d'attesa in cerca di sepoltura, l'attrice venne tumulata in un loculo, accanto a quello di Oreste Lionello, nel cimitero monumentale del Verano di Roma.

## Vita privata

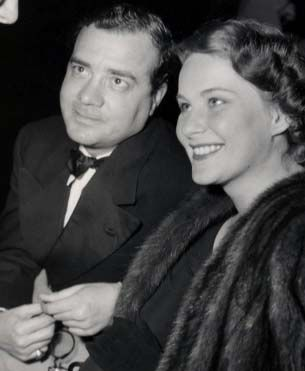
Alida Valli con il compositore Oscar De Mejo, sposato nel 1944 e da cui divorziò nel 1952

Durante i primi anni a Roma ritrovò l'aviatore Carlo Cugnasca (nato in Svizzera il 22 agosto 1913), che aveva conosciuto qualche anno prima. I due si fidanzarono ma l'uomo morì sui cieli di Tobruk in Libia il 14 aprile 1941.
Poco prima della fine della guerra conobbe il musicista e compositore Oscar De Mejo che sposò e con il quale ebbe due figli: Carlo, anch'egli attore, e Larry, che seguirà le orme paterne diventando musicista jazz; dopo 8 anni i due divorziarono. 
All'inizio degli anni cinquanta si fidanzò con Piero Piccioni, grande amico e collega del primo marito, ma il legame non resse, anche a causa della pressione mediatica creatasi con il caso Wilma Montesi che vedeva coinvolto proprio il musicista, figlio di Attilio Piccioni, un noto ministro e politico democristiano dell'epoca. 
Sul set di Senso conobbe Giancarlo Zagni, assistente alla regia grazie al quale fece il suo esordio teatrale e che fu suo compagno per una quindicina di anni.

## Omaggi
- Le è stata intitolata una via a Roma.
- Il 18 luglio 2008 a Pola, dopo un'ampia ristrutturazione, viene riaperto al pubblico il cinema Zagabria (già Alhambra) che per l'occasione viene dedicato ad Alida Valli. Il cinema Valli di Pola è oggi anche una delle sedi principali del Pola Film Festival che si tiene ogni anno a luglio[12][13].
- Nel 2008 il nipote Pierpaolo De Mejo le dedica un breve omaggio "Come diventai Alida Valli".[14]
- Dal 2010 il Bif&st di Bari assegna un premio intitolato ad Alida Valli per la giovane attrice rivelazione (2009) e per la miglior attrice non protagonista tra i film del festival.
- Nel 2020 il regista Mimmo Verdesca ha realizzato il film documentario sulla sua vita, intitolato Alida, il primo e il più completo mai realizzato su di lei, prodotto da Kublai Film e Venicefilm, in associazione con Istituto Luce Cinecittà e in collaborazione con Rai Cinema. Alida vede la partecipazione di Giovanna Mezzogiorno, Roberto Benigni, Charlotte Rampling, Vanessa Redgrave, Dario Argento, Bernardo Bertolucci e molti altri. Il film è stato selezionato ufficialmente al Festival di Cannes nella sezione Cannes Classics 2020[15][16][17] e presentato in anteprima alla Festa del Cinema di Roma 2020. Uscito in sala in Italia dal 17 maggio 2021[18] e trasmesso su Rai Uno il 29 maggio 2021 (11,7% di share in seconda serata), è stato poi distribuito in home video (dvd+libro) da Istituto Luce Cinecittà ed è entrato nella cinquina finalista dei Nastri d'argento 2021 come "miglior documentario sul cinema".
- Nel 2022 Rai Storia trasmette una trasmissione intitolata Il segno delle donne e realizzata da Anele, dedicata a sette donne italiane che hanno lasciato un segno nel Novecento; la prima puntata è dedicata ad Alida Valli.[19]
- Nel film Finalmente l'alba di Saverio Costanzo, Alida Valli è interpretata da Alba Rohrwacher.

## Filmografia

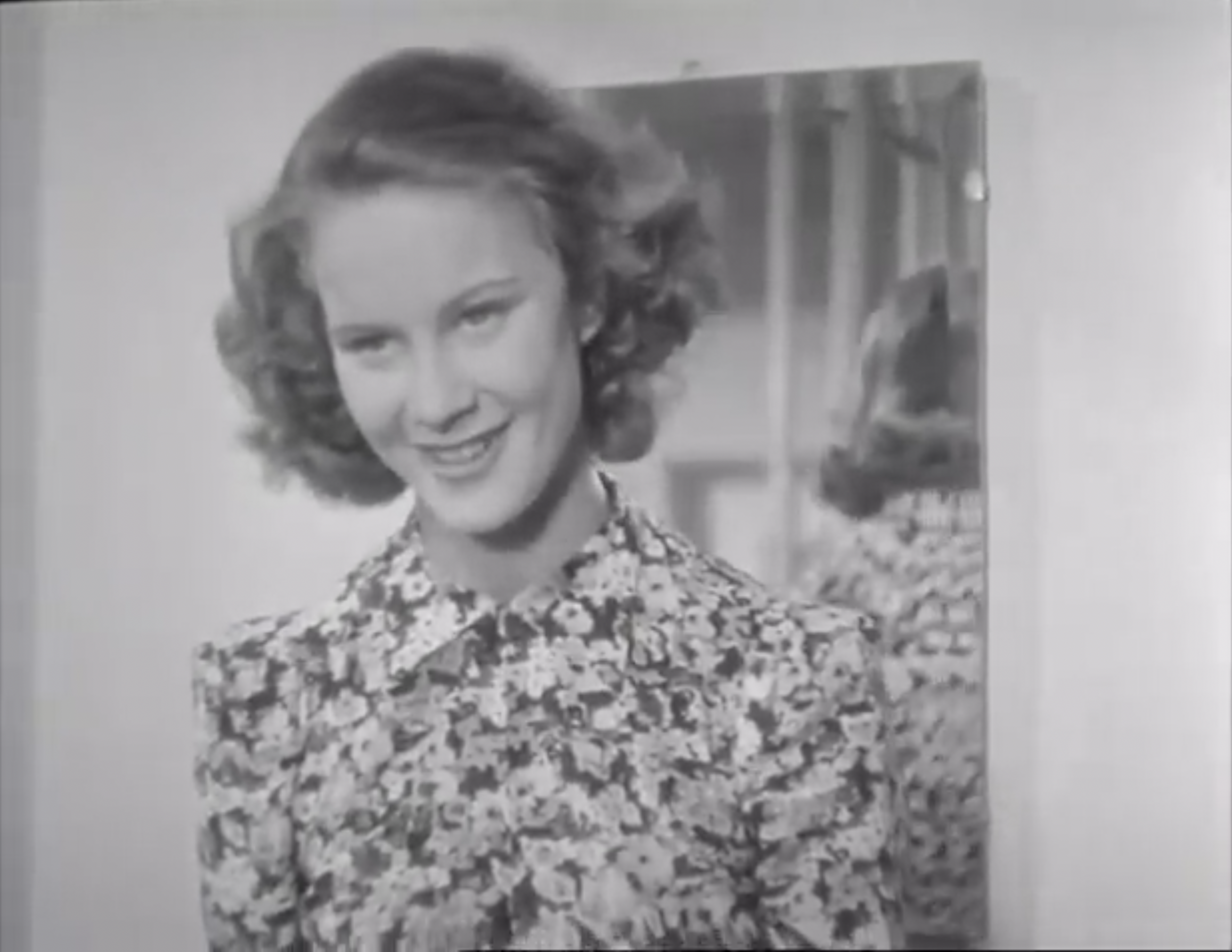
Alida Valli in Sono stato io! (1937)

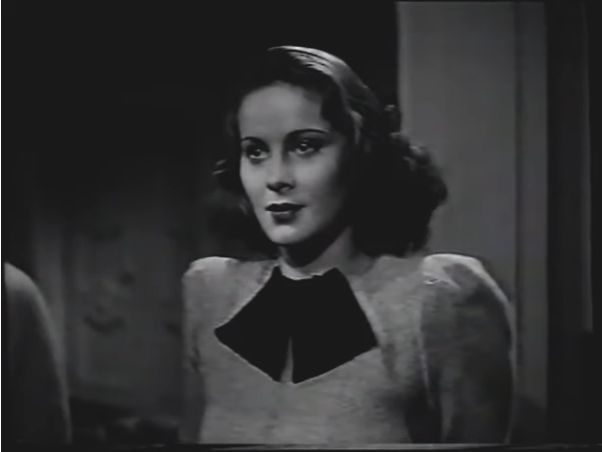
Alida Valli in Luce nelle tenebre (1941)

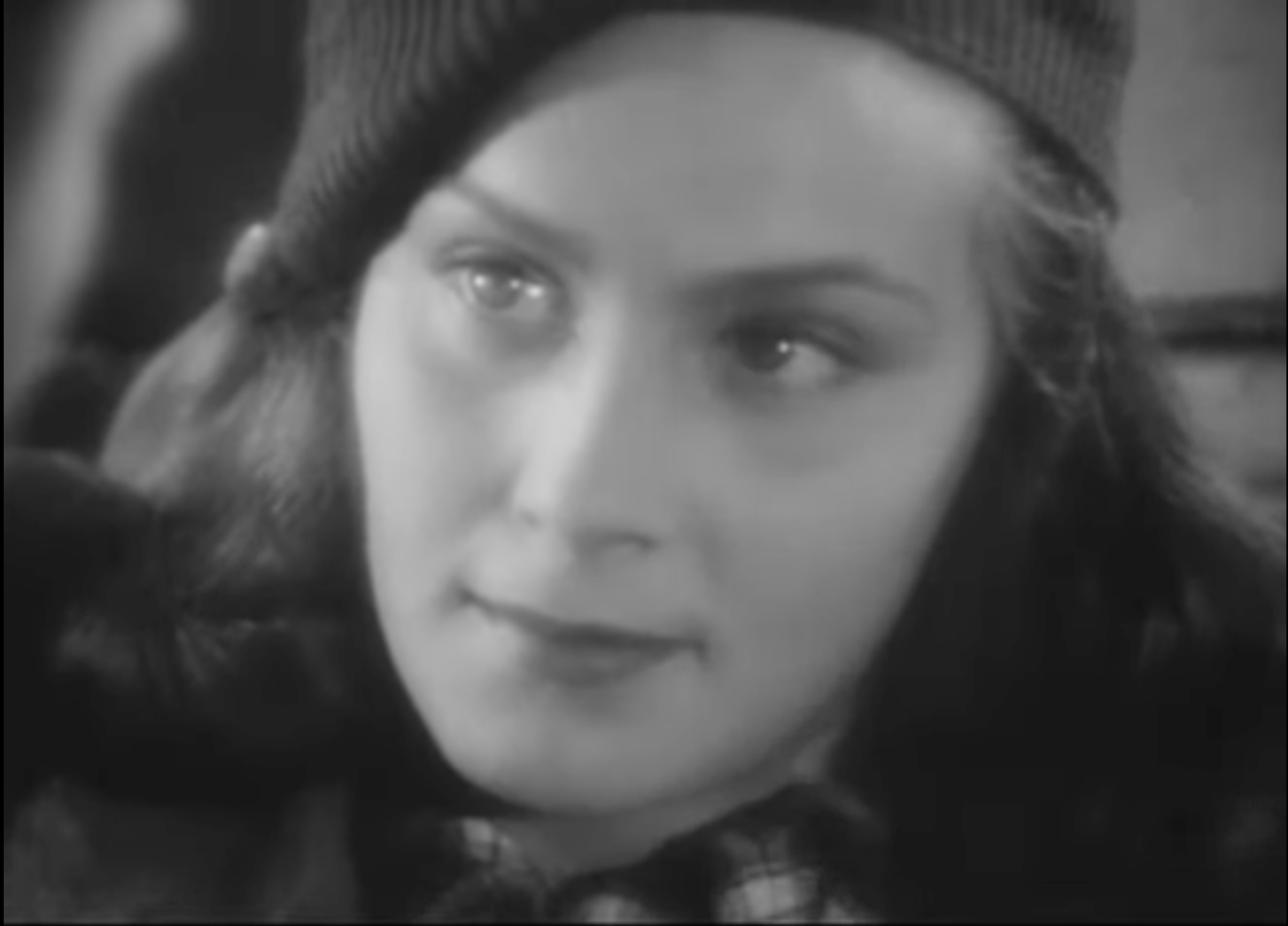
Alida Valli in Noi vivi (1942)

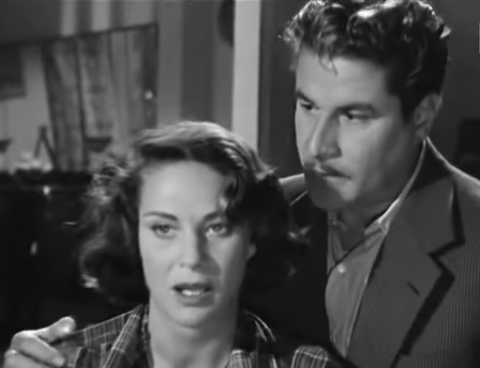
Alida Valli con Amedeo Nazzari in Ultimo incontro (1951)

### Cinema
- I due sergenti, regia di Enrico Guazzoni (1936)
- Il feroce Saladino, regia di Mario Bonnard (1937)
- Sono stato io!, regia di Raffaello Matarazzo (1937)
- Mille lire al mese, regia di Max Neufeld (1938)
- L'ultima nemica, regia di Umberto Barbaro (1938)
- L'amor mio non muore!, regia di Giuseppe Amato (1938)
- L'ha fatto una signora, regia di Mario Mattoli (1938)
- La casa del peccato, regia di Max Neufeld (1938)
- Ballo al castello, regia di Max Neufeld (1939)
- Assenza ingiustificata, regia di Max Neufeld (1939)
- Manon Lescaut, regia di Carmine Gallone (1939)
- Taverna rossa, regia di Max Neufeld (1940)
- La prima donna che passa, regia di Max Neufeld (1940)
- Oltre l'amore, regia di Carmine Gallone (1940)
- Piccolo mondo antico, regia di Mario Soldati (1941)
- Luce nelle tenebre, regia di Mario Mattoli (1941)
- Ore 9: lezione di chimica, regia di Mario Mattoli (1941)
- L'amante segreta, regia di Carmine Gallone (1941)
- Catene invisibili, regia di Mario Mattoli (1942)
- Le due orfanelle, regia di Carmine Gallone (1942)
- Noi vivi, regia di Goffredo Alessandrini (1942)
- Addio Kira!, regia di Goffredo Alessandrini (1942)
- Stasera niente di nuovo, regia di Mario Mattoli (1942)
- I pagliacci, regia di Giuseppe Fatigati (1943)
- T'amerò sempre, regia di Mario Camerini (1943)
- Apparizione, regia di Jean de Limur (1943)
- Circo equestre Za-bum, regia di Mario Mattioli, episodi: Gelosia, Il postino e Galop finale al circo (1944)
- La vita ricomincia, regia di Mario Mattoli (1945)
- Il canto della vita, regia di Carmine Gallone (1945)
- Eugenia Grandet, regia di Mario Soldati (1947)
- Il caso Paradine (The Paradine Case), regia di Alfred Hitchcock (1947)
- Il miracolo delle campane (The Miracle of the Bells), regia di Irving Pichel (1948)
- Il terzo uomo (The Third Man), regia di Carol Reed (1949)
- La torre bianca (The White Tower), regia di Ted Tetzlaff (1950)
- Ormai ti amo (Walk Softly, Stranger), regia di Robert Stevenson (1950)
- Ultimo incontro, regia di Gianni Franciolini (1951)
- I miracoli non si ripetono (Les miracles n'ont lieu qu'une fois), regia di Yves Allégret (1951)
- La mano dello straniero, regia di Mario Soldati (1952)
- Il mondo le condanna, regia di Gianni Franciolini (1953)
- Gli amanti di Toledo (Les amants de Toléde), regia Henri Decoin e Fernando Palacios (1953)
- Siamo donne, regia di Gianni Franciolini (1953)
- Senso, regia di Luchino Visconti (1954)
- L'amore più bello, regia di Glauco Pellegrini (1957)
- La grande strada azzurra, regia di Gillo Pontecorvo (1957)
- Il grido, regia di Michelangelo Antonioni (1957)
- L'uomo dai calzoni corti di Glauco Pellegrini (1958)
- La diga sul Pacifico (Barriage contre le Pacifique), regia di René Clément (1958)
- Gli amanti del chiaro di luna (Les bijioteurs du claire de lune), regia di Roger Vadim (1958)
- Il ritorno di Arsenio Lupin (Signé Arsène Lupin), regia di Yves Robert (1959)
- Occhi senza volto (Yeux sans visage), regia di Georges Franju (1960)
- I dialoghi delle Carmelitane (Les dialogues des Carmélites), regia di Philippe Agostini e Raymond Leopold Bruckberger (1960)
- Treno di Natale, regia di Raffaello Matarazzo (1960)
- Il peccato degli anni verdi, regia di Leopoldo Trieste (1960)
- Le gigolò, regia di Jacques Deray (1960)
- L'inverno ti farà tornare (Une aussi longue absence), regia di Henri Colpi (1961)
- La fille du torrent, regia di Hans Herwig (1961)
- Il disordine, regia di Franco Brusati (1962)
- Homenaje a la hora de la siesta, regia di Leopoldo Torre Nilsson (1962)
- Furto su misura, regia di George Marshall (1962)
- Al otro lado de la ciudad, regia di Alfonso Balcázar (1962)
- Quella terribile notte, regia di François Villiers (1963)
- A la salida, regia di Giancarlo Zagni (1963)
- Ofelia, regia di Claude Chabrol (1963)
- I leoni di Castiglia, regia di Javier Setó (1963)
- L'uomo di carta, regia di Ismael Rodríguez (1963)
- Umorismo nero, regia di Giancarlo Zagni, episodio La vedova (1965)
- Edipo re, regia di Pier Paolo Pasolini (1967)
- Strategia del ragno, regia di Bernardo Bertolucci (1970)
- Le champignon, regia di Marc Simenon (1970)
- Lisa e il diavolo, regia di Mario Bava (1973)
- La prima notte di quiete, regia di Valerio Zurlini (1972)
- L'occhio nel labirinto, regia di Mario Caiano (1972)
- Diario di un italiano, regia di Sergio Capogna (1973)
- L'anticristo, regia di Alberto De Martino (1974)
- Provocazione, regia di José María Forqué (1974)
- Tendre Dracula, regia di Pierre Grunstein (1974)
- La casa dell'esorcismo, regia di Mario Bava e Alfredo Leone (1975)
- Il caso Raoul, regia di Maurizio Ponzi (1975)
- Un'orchidea rosso sangue (La chair de l'orchidée), regia di Patrice Chéreau (1975)
- Ce cher Victor, regia di Robin Davis (1975)
- Novecento, regia di Bernardo Bertolucci (1976)
- Le jeu du solitaire, regia di Jean-François Adam (1976)
- Cassandra Crossing (The Cassandra Crossing), regia di George P. Cosmatos (1976)
- Berlinguer ti voglio bene, regia di Giuseppe Bertolucci (1977)
- Suspiria, regia di Dario Argento (1977)
- Suor Omicidi, regia di Giulio Berruti (1978)
- Un cuore semplice, regia di Giorgio Ferrara (1978)
- Porco mondo, regia di Sergio Bergonzelli (1978)
- Indagine su un delitto perfetto, regia di Giuseppe Rosati (1978)
- La luna, regia di Bernardo Bertolucci (1979)
- Zoo zéro, regia di Alain Fleischer (1979)
- Inferno, regia di Dario Argento (1980)
- Aquella casa en las afueras, regia di Eugenio Martín (1980)
- Sezona mira u Parizu, regia di Predrag Golubovic (1981)
- La caduta degli angeli ribelli, regia di Marco Tullio Giordana (1981)
- Sogni mostruosamente proibiti, regia di Neri Parenti (1982)
- Segreti segreti, regia di Giuseppe Bertolucci (1985)
- Aspern, regia di Eduardo de Gregorio (1985)
- Le jupon rouge, regia di Geneviève Lefebvre (1987)
- À notre regrettable époux, regia di Serge Korber (1988)
- La bocca, regia di Luca Verdone (1991)
- Zitti e mosca, regia di Alessandro Benvenuti (1991)
- Bugie rosse, regia di Pierfrancesco Campanella (1993)
- Il lungo silenzio, regia di Margarethe von Trotta (1993)
- Un mese al lago (A month by the lake), regia di John Irvin (1995)
- Fatal Frames - Fotogrammi mortali, regia di Al Festa (1996)
- Il dolce rumore della vita, regia di Giuseppe Bertolucci (1999)
- L'amore probabilmente, regia di Giuseppe Bertolucci (2000)
- Vino santo, regia di Xaver Schwarzenberger (2000)
- Semana santa, regia di Pepe Danquart (2002)

### Televisione
- I figli di Medea, regia di Anton Giulio Majano – film TV (1959)
- Ragazza mia di William Saroyan, regia di Mario Landi – miniserie TV, trasmesso marzo-aprile (1960)
- Il caso Maurizius, regia di Anton Giulio Majano – miniserie TV (1961)
- Combat! – serie TV, episodio 2x07 (1963)
- Desencuentro – serie TV (1964)
- Dr. Kildare – serie TV, 3 episodi (1964)
- Il consigliere imperiale, regia di Sandro Bolchi – film TV (1974)
- Les grandes conjurations: Le tumulte d'Amboise, regia di Serge Friedman – film TV (1978)
- L'altro Simenon – serie TV (1979)
- L'eredità della priora, regia di Anton Giulio Majano – miniserie TV (1980)
- Verso l'ora zero, regia di Stefano Roncoroni – miniserie TV (1980)
- Illa: Punto d'osservazione, regia di Daniele D'Anza – miniserie TV (1981)
- La casa rossa, regia di Luigi Perelli (1981)
- Quell’antico amore di Giansiro Ferrata e Elio Vittorini, regia di Anton Giulio Majano, 5 episodi, trasmessa dal 13 dicembre 1981 al 10 gennaio 1982.
- Dramma d'amore, regia di Luigi Perelli – miniserie TV (1983)
- Piccolo mondo antico, regia di Salvatore Nocita – miniserie TV (1983)
- Il malinteso di Albert Camus, regia di Bruno Rasia, trasmesso il 1 marzo 1983.
- Una vita in gioco 2, regia di Giuseppe Bertolucci – miniserie TV (1992)
- Delitti privati, regia di Sergio Martino – miniserie TV (1993)

### Documentari
- Alida, regia di Mimmo Verdesca (2020)

## Teatro
- La casa dei Rosmer di Henrik Ibsen, con Alida Valli, Raoul Grassilli, Tino Buazzelli, Andrea Bosic, Compagnia Alida Valli, regia di Giancarlo Zagni, prima al Teatro Biondo di Palermo il 5 gennaio 1956.
- Epitaffio per George Dillon di John Osborne e Anthony Creigton, con Renato De Carmine, Alida Valli, Lina Volonghi, Ottavio Fanfani, regia di Fulvio Tolusso, prima al Teatro Metastasio di Prato il 25 novembre 1966.
- Uno sguardo dal ponte di Arthur Miller, con Raf Vallone, Alida Valli, Delia Boccardo, Massimo Foschi, Lino Capolicchio, Lucio Rama, regia di Raf Vallone, prima al Teatro Municipale di Reggio nell'Emilia il 5 ottobre 1967.
- Il dio Kurt di Alberto Moravia, con Luigi Proietti, Alida Valli, Luigi Diberti, Ugo Maria Morosi, regia di Antonio Calenda, prima al Teatro Comunale dell'Aquila il 27 gennaio 1969.
- Il gabbiano di Anton Čechov, con Carlo Simoni, Alida Valli, Roldano Lupi, Ernesto Calindri, regia di Fantasio Piccoli, prima al Teatro San Babila di Milano il 16 marzo 1973.
- La città morta di Gabriele D'Annunzio, con Giulio Brogi, Alida Valli, Raffaella Azim, Aldo Reggiani, regia di Aldo Trionfo, prima Teatro Sociale Lecco (1988)

## Riconoscimenti
- Golden Globe
  - 1964 – Candidatura alla migliore attrice in un film drammatico per L'uomo di carta
- David di Donatello
  - 1982 – Migliore attrice non protagonista per La caduta degli angeli ribelli
  - 1991 – David di Donatello alla carriera
  - 1991 – Candidatura alla migliore attrice non protagonista per La bocca
- Nastro d'argento
  - 1947 – Migliore attrice protagonista per Eugenia Grandet[20]
  - 1958 – Candidatura alla migliore attrice non protagonista per La diga sul Pacifico
  - 1977 – Candidatura alla migliore attrice non protagonista per Novecento
- Mostra internazionale d'arte cinematografica
  - 1997 – Leone d'oro alla carriera
- Grolla d'oro
  - 1955 – Miglior attrice per Senso
- Premio Flaiano sezione teatro[21]
  - 1982 – Migliore interprete per La Venexiana
- Premio Ubu
  - 1989/1990 – Migliore attrice per I paraventi

## Doppiatrici
Nelle versioni in italiano di alcuni suoi film prodotti fuori dall'Italia, Alida Valli è stata doppiata da:
- Lydia Simoneschi in Il caso Paradine, Il miracolo delle campane, Il terzo uomo, La torre bianca, Ormai ti amo, I miracoli non si ripetono, La mano dello straniero, Il mondo le condanna, Gli amanti di Toledo, Il ritorno di Arsenio Lupin, Occhi senza volto, Il peccato degli anni verdi, L'inverno ti farà tornare, Furto su misura
- Dhia Cristiani in La diga sul Pacifico, I leoni di Castiglia, L'anticristo
- Elena Zareschi in Il disordine
- Anna Miserocchi in Inferno
- Miranda Bonansea in Un mese al lago
- Cristina Grado in Fatal Frames - Fotogrammi mortali

## Discografia

### Partecipazioni
- 1965 – AA.VV. To Our Friends (Di Mario L. F. Russo)
- AA.VV. "Ciao Turin" – Arrivederci Torino
- AA.VV. It's A Great Little World